# Rebel Randall
Rebel Randall, pseudoniem van Alaine Brandes (Chicago (Illinois), 22 januari 1922 - Riverside (Californië), 22 juli 2010), was een Amerikaans fotomodel en actrice.

## Biografie
Randall was een dochter van Theodore William Brandes en diens vrouw Linne Thompson. Zij werd opgeleid aan de Foreman High School in Chicago. In het begin van haar carrière werkte ze als model voor onder meer Coca-Cola (in 1938 of 1939) en in het tijdschrift Esquire. De Chicago Federated Advertising Club riep haar uit tot beste reclamemodel, waardoor zij naar Hollywood mocht om daar een workshop van regisseur Max Reinhardt bij te wonen. Randall kreeg in 1940 haar eerste filmrol toebedeeld, in de door Hal Roach geregisseerde komedie Turnabout. In 1949 liet zij haar naam wettelijk wijzigen in Rebel Randall, omdat haar eigenlijke naam vaak verkeerd gespeld werd in een filmstudio waar zij werkte.
Randall trouwde op 22 september 1953 met de rijke Glenn Thompson ofwel Glenn Burgess, maar al op 8 oktober dat jaar vroeg ze een nietigverklaring van dit huwelijk aan. Ze is tweemaal getrouwd geweest met radio- en televisiepresentator Peter Potter: eerst van 1943 tot 6 juni 1944 en daarna van 1946 tot oktober 1947.

## Filmografie (selectie)
- Turnabout (1940)
- The Lone Rider in Ghost Town (1941)
- Louisiana Purchase (1941)
- Fall In (1942)
- Seven Doors to Death (1944)